# Liget
Liget est un village et une commune du comitat de Baranya en Hongrie.